# 庞青城
庞青城（1875年6月13日—1945年7月31日），名元澄，原字清臣，后改字青城，号渊如，20世纪初中国政治活动家。
1875年，庞青城出生在浙江省湖州府乌程县南浔镇东大街宜园，是南浔巨商、“四象”之一庞云鏳的第三子。1895年（清光绪二十一年），庞青城考取秀才。庞云鏳向清廷献银10万两赈济豫直两省灾害，庞莱臣因此得到官职，庞清臣却拒领例赏，并改字为青城。
1901年，庞青城赴日本考察回国后，在宜园东侧创办了南浔最早的中学堂—浔溪公学，聘请杜亚泉（后任上海商务印书馆总编辑）、邵力子、周梅泉（集邮大王周今觉）在此任教，朱家骅、张乃燕、黄远庸（新闻学家）等名人均曾在该校读书。次年，因曾任浔溪书院山长的蔡元培在上海宣传革命，浔溪公学也受到牵连而停办。此后，庞青城又在浔溪公学原址改办浔溪医院。
1906年，庞青城的外甥张静江结识孙中山之后，将时任上海中国银行董事的舅父庞青城介绍给孙中山，并发展为同盟会会员。庞青城在同盟会上海支部内是核心成员之一，他在上海公共租界戈登路7号（今江宁路336号）的别墅也成为同盟会的联络点，孙中山去上海活动时，也住在那里。庞青城为支持同盟会事业，捐出巨款，“毁家纾难”。
1909年，浙江咨议局成立，庞青城当选为议员。1911年辛亥革命中，庞青城出巨资，资助陈其美、王金发、蒋中正组织敢死队，分别攻打上海、杭州。
1912年南京临时政府成立，孙中山任命庞青城为实业部商政司司长。袁世凯在北京就任大总统后，庞青城便辞职，没有去北京。
1913年“二次革命”中，庞青城、张静江支持陈其美讨伐袁世凯，浙江都督朱瑞派兵查抄张静江和庞青城的家，以及庞青城在南浔筹办的浔溪造纸厂。1916年5月，袁世凯派人在上海暗杀陈其美，庞青城一度也被迫流亡日本。后来，庞青城在上海的别墅，连同江西路、虹口的地皮全都出卖，为孙中山筹集经费。
1925年3月，孙中山在北京病危，庞青城前去探病，是孙中山遗嘱的见证人之一。孙中山病逝后，庞青城担任主祭。此后，庞青城脱离政治活动，在上海潜心于书画金石，与文化界知名人士梅兰芳、徐悲鸿等往来，徐悲鸿曾为其作《骏马图》祝寿。庞青城藏书室名为“百柜楼”，收藏古籍达数万卷。
庞青城晚年身体不济，且有精神问题，由其子庞秉礼（即庞维谨）接管家事。1941年，庞秉礼出售家宅，将“百柜楼”部分藏书一并出售，北京图书馆驻沪职员钱存训私人筹款买下，后将其中珍品古籍转卖给来熏阁书店。1946年，庞秉礼将“百柜楼”剩余藏书卖给上海同济大学文学院（1949年9月院系调整后并入复旦大学）。
1945年，庞青城病逝上海。